# Яблуневе (Кам'янський район)
Яблуне́ве — село в Україні, у Криничанській селищній громаді Кам'янського району Дніпропетровської області.
Орган місцевого самоврядування — Криничанська селищна рада. Населення — 24 мешканці.

## Географія
Село Яблуневе знаходиться на відстані 1,5 км від сіл Любимівка та Новопушкарівка. По селу протікає пересихаючий струмок з загатою.

## Населення

### Мова
Розподіл населення за рідною мовою за даними перепису 2001 року:
| Мова       | Відсоток |
| ---------- | -------- |
| українська | 91,7 %   |
| російська  | 8,3 %    |